# Claude Andrey
Pour les articles homonymes, voir Andrey.
Claude Andrey, dit Didi (né le 13 juin 1951 à Genève) est un joueur et entraîneur de football suisse.

## Biographie

### En club
Il joue au milieu de terrain. 
Il a été Champion Suisse en 1978 et 1979 avec le Servette FC et vainqueur de la coupe de Suisse en 1978. 

### En sélection
Il a été sélectionné neuf fois en Équipe nationale (sa première sélection lors du match Écosse-Suisse 1-0, le 7 avril 1976 à Glasgow et la dernière pour le match Argentine-Suisse 5-0, le 16 décembre 1980 à Cordoba).

## Carrière

### Joueur
- 1971-1972 : Grasshopper Zürich  Suisse
- 1972-1973 : Étoile Carouge FC  Suisse
- 1973-1974 : Neuchâtel Xamax  Suisse
- 1974-1980 : Servette FC  Suisse
- 1980-1981 : Grenoble Foot  France
- 1981 : FC Sion  Suisse
- 1981-1982 : Neuchâtel Xamax  Suisse
- 1982-1983 : FC Mulhouse  France
- 1983-1985 : FC Lausanne-Sport  Suisse
- 1985-1986 : FC Bulle  Suisse

### Entraîneur
- 1986-1988 : FC Bulle  Suisse
- 1988-1990 : FC Renens  Suisse
- 1990-1992 : FC Chiasso  Suisse
- 1992-1993 : FC Sion  Suisse
- 1993-1996 : FC Bâle  Suisse
- 1996-1997 :  Cameroun Espoir
- 1997-1998 : Tonnerre Yaoundé  Cameroun
- 1998-2001 : Apollon Kalamarias  Grèce
- 2001-2002 : Étoile Carouge FC  Suisse
- 2002-2003 :  Congo
- 2004-2005 : Espérance de Tunis  Tunisie
- 2006-2008 : Yverdon-Sport FC  Suisse